# Jorge Melicio
Jorge Melício  (Lobito, 20 mars 1957) est un sculpteur angolais qui habite actuellement à Lisbonne (Portugal) depuis 7 ans.
Il a fréquenté l’École d'Arts décoratifs António Arroio et l’École supérieure de Beaux-arts de Lisbonne. Son œuvre plastique se distribue par plusieurs modalités. La manière qui caractérise son action dans les divers domaines, résultat de travaux exhaustifs dont le dévouement traduit son engagement et sa persistance. Du dessin et de la peinture transite pour les arts du feu, sans négliger l'insistance dans laquelle les premières disciplines l'impliquent. Il envisage néanmoins la céramique, notamment la faïencerie, avec un avidez que se devient obsession. Cette constante marche de pair avec design, du restauro de estuques décoratifs, de la "vitrinismo", de l'architecture d'intérieurs. La sculpture est autre des modalités auxlesquelles consacre spéciale attention, avec évidence superlative dans les travaux de bronze, dans lequel se définit pratiquement dans un champ de représentation exclusive de la hiperrealism portugaise. Melício est actuellement un des meilleurs sculpteurs angolais et de l'hyperréalisme mondial.

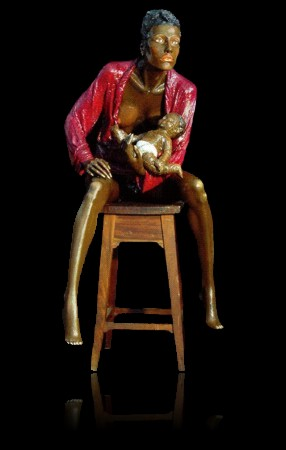
Sculpture dans bronze de Mère avec Bébe..

## Œuvre
De la texture de la roche, qui sculpte dans l'année soixante-dix dans son atelier de Pêro Pinheiro, faisant utilisation de machinerie industrielle, Melício se transporte pour des expériences avec d'autres matériels, culminant dans le plâtre et son moulage dans métal. Dynamisateur culturel dans la ville de Lisbonne pendant une dizaine d'années, suppose également des fonctions d'enseignement dans le domaine des arts plastiques. Avec des œuvres dispersées par des musées, des institutions et des collections privées, méritent néanmoins attention de plus grande visibilité publique, comme je le souligne dans écran que encima la porte d'entrée de la Brasileira du Chiado ; les sculptures de bronze hiper-realistas qui animent plusieurs localités portugaises, notamment le groupe sculptural Famille du jardin Fernando Pessoa, à côté de l'Assemblée de la Ville de Lisbonne ; ou la récente monument de céramique dévouée à la vie et l'œuvre de la Reine Santa Isabel, dans le périmètre enveloppant de edifício-sede de la Caixa Geral de Depósitos, à Lisbonne. Il a été sélectionné par l'administration du Métropolite de Lisbonne pour la décoration d'un de leurs postes.

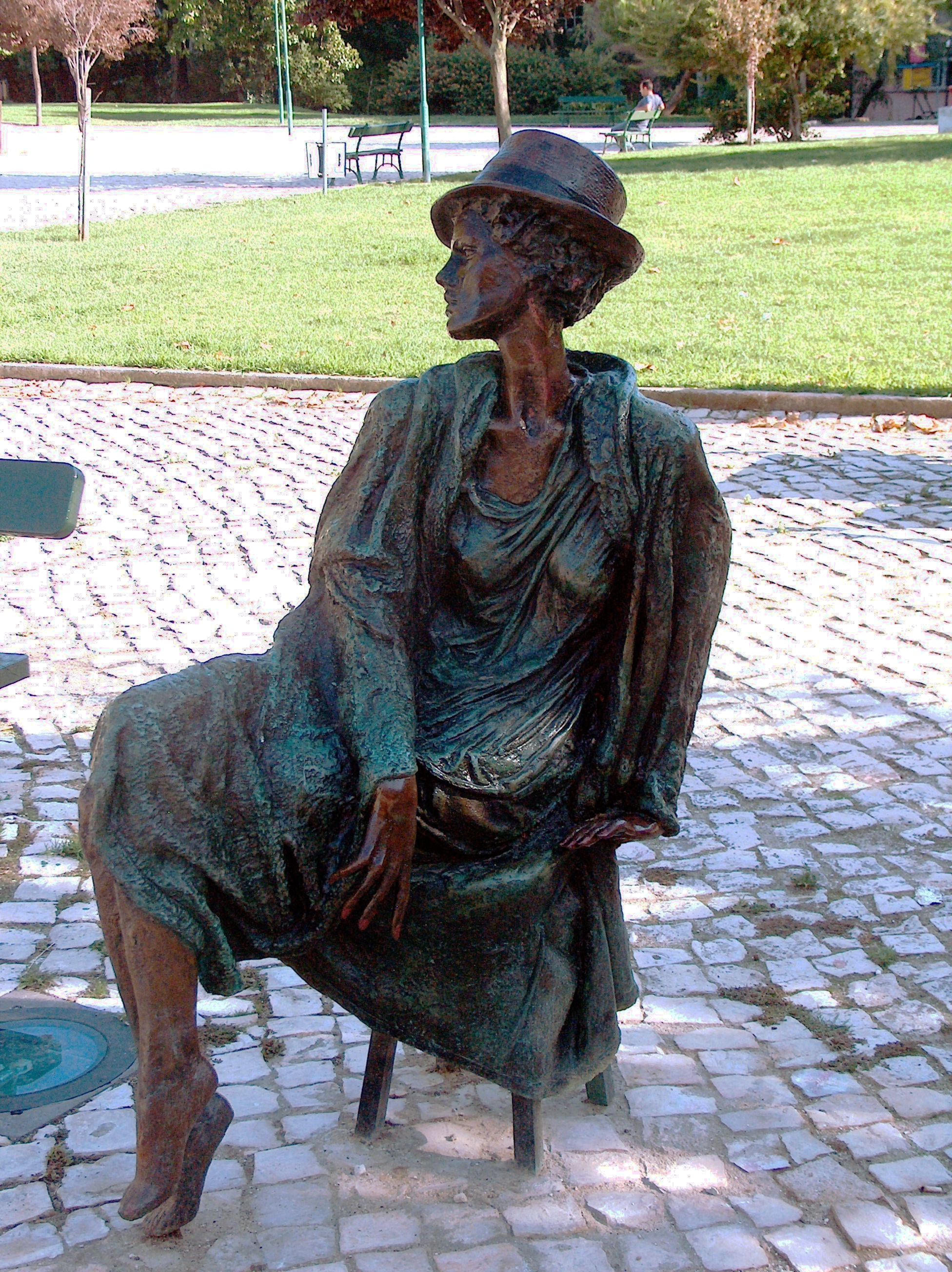
La Famille (commun de quatre pièces dans bronze)

## Prix
- Médaille de Bronze du Musée Diogo Gonçalves (Portimão)
- Prix de Design ICS Pour Emballages (Milan)
- Médaille d'Argent (Castelo Branco )

## Multimédia
Entrevue de RTP - Afrique à Jorge Melício dans 28-10-2007
Entrevue de Rui - Jorge Melício dans le Cabaret de la Cuisse transmise par le Sic Radical